# Réserve faunique de Portneuf
La réserve faunique de Portneuf est une réserve faunique du Québec située dans la région administrative de la Capitale-Nationale.

## Géographie

### Situation
La réserve faunique de Portneuf est située intégralement dans la municipalité régionale de comté de Portneuf. Son territoire est partagé entre 4 municipalités ou territoires non organisés : Rivière-à-Pierre, Linton, Lac-Lapeyrère et Saint-Raymond.
Elle partage des frontières avec les 5 zecs suivantes : Rivière-Blanche, Jeannotte et de la Bessonne (au nord), Batiscan-Neilson (à l'est) et Tawachiche (au sud-ouest).

### Accès
Les principaux accès routiers sont les routes forestières R-0307 (chemin Talbot) et R-0357 (rue Principale) à Rivière-à-Pierre, respectivement numérotées route 1 et 2 à l'intérieur de la réserve.

### Géologie et relief
La réserve se trouve à la frontière du bouclier laurentien et des basses-terres du Saint-Laurent. L'altitude des sommets varie entre 450 m et 600 m. L'élévation est plus grande dans le nord-est de la réserve, à proximité du massif du lac Jacques-Cartier. Le sommet le plus haut s'y trouve, à 655 m, près du lac Veillette (47° 09′ 51″ N, 72° 01′ 50″ O
).

### Hydrographie

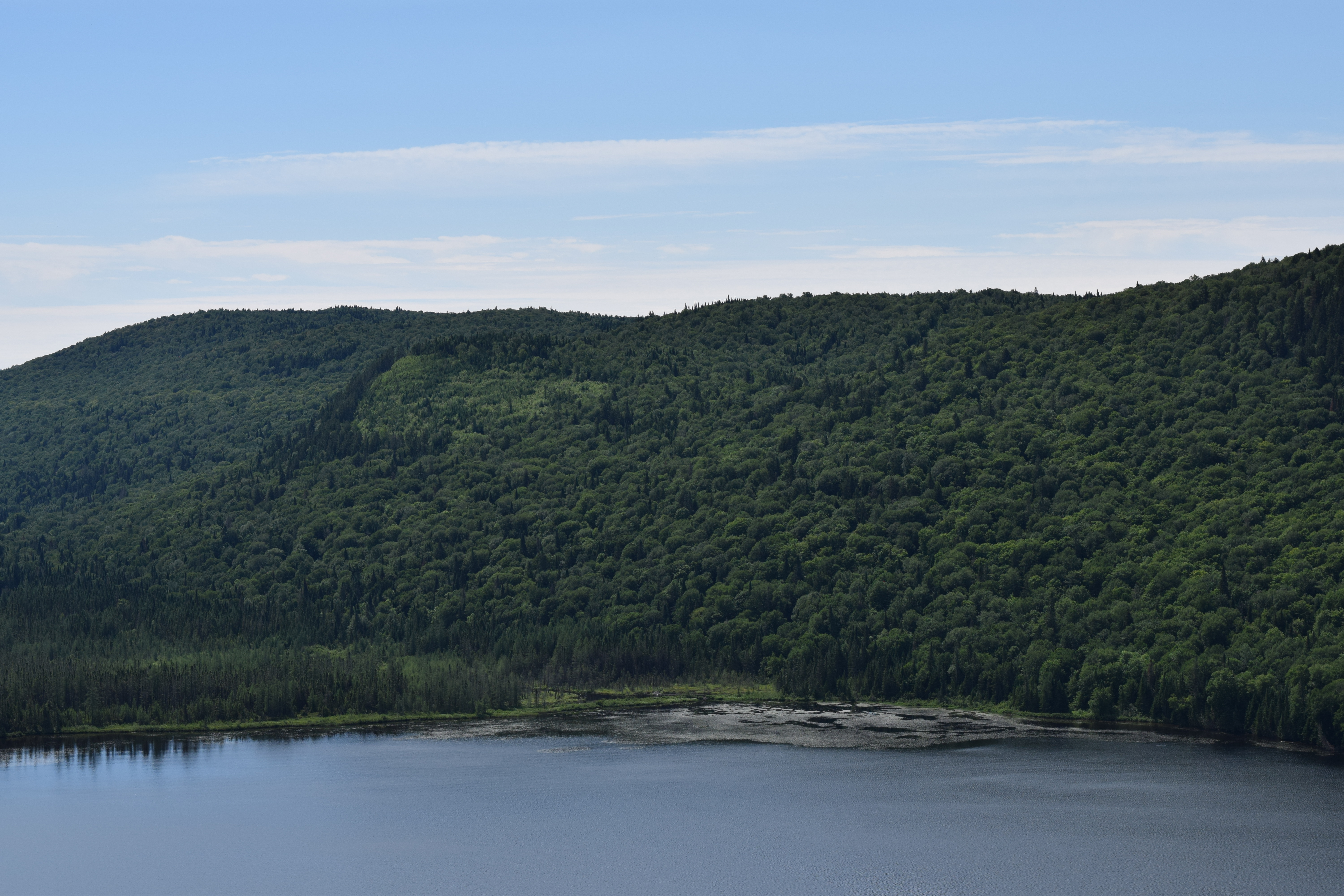
Le lac Bellevue, un des principaux lacs de la réserve faunique de Portneuf.

La réserve comporte 375 lacs et 11 rivières. Ils sont alimentés par deux bassins versants principaux, celui de la rivière Batiscan (au centre et à l'est) et celui de la rivière Saint-Maurice (à l'ouest).
Le lac Lapeyrère est le plus grand plan d'eau de la réserve. Parmi les autres lacs importants, on retrouve également les lacs de Travers, Robinson, Desrochers, Bellevue et des Aulnes.
La rivière Batiscan est le principal cours d'eau de la réserve. Elle la traverse en son centre dans une orientation nord-sud. Les autres cours d'eau notables sont les rivières aux Eaux Mortes, Blanche, Doucet et aux Aulnes.

## Milieu naturel

### Végétation

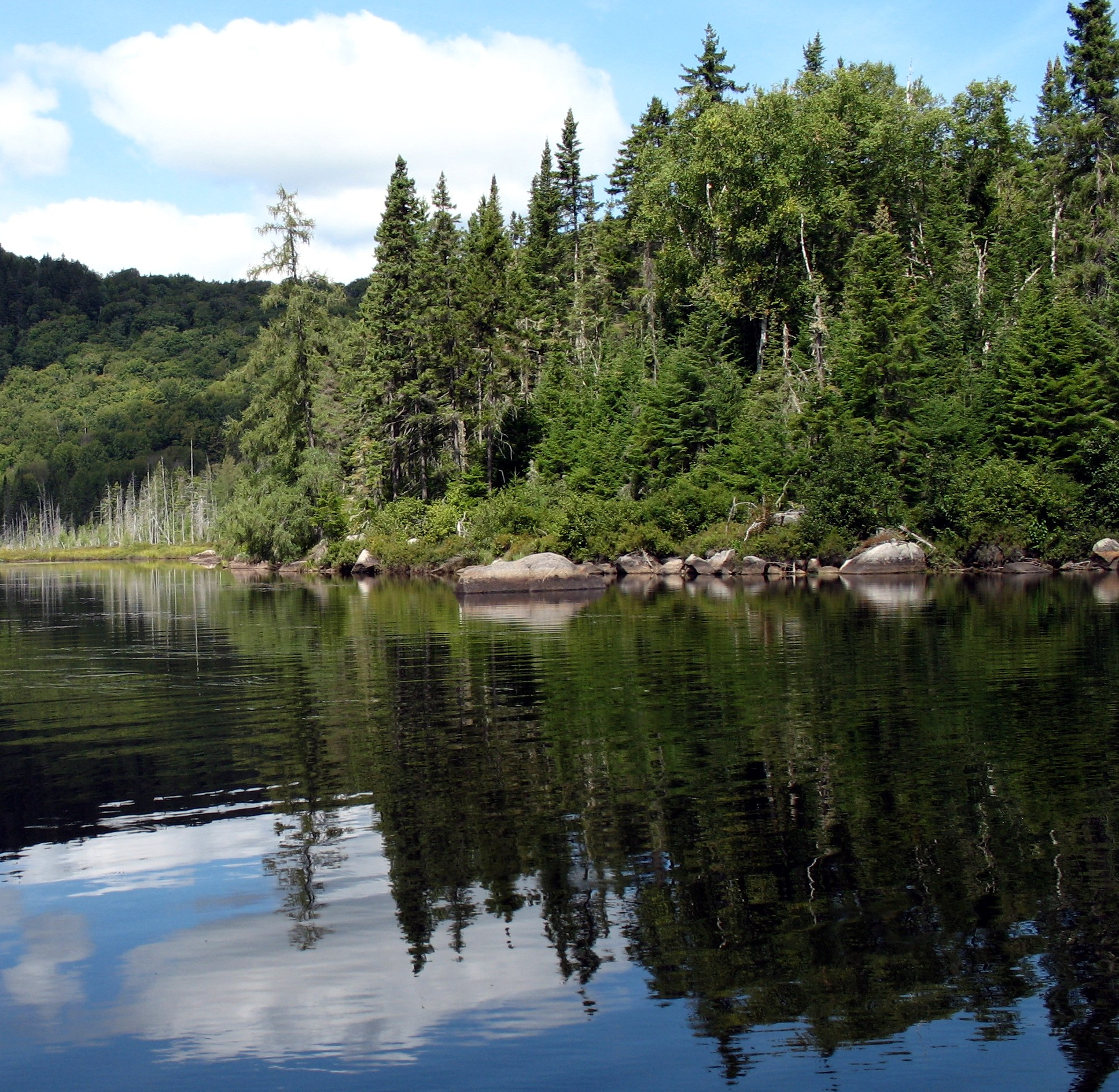
Paysage de la réserve faunique de Portneuf.

La réserve est couverte par une forêt mixte à prédominance de feuillus. Les genres principaux sont les bouleaux, d'érables, de sapins et d'épinettes.

### Faune

#### Aquatique
- Omble de fontaine
- Ombre chevalier
- Maskinongé
- Touladi
- Moulac

#### Ailée
La réserve compte plus de 70 espèces d'oiseaux, dont les principales sont les suivantes :
- Bruant à gorge blanche
- Canard branchu
- Gélinotte huppée
- Grand héron
- Héron vert
- Paruline du Canada
- Petite nyctale
- Plongeon huard
- Tétras du Canada

#### Terrestre
- Castor du Canada
- Cerf de Virginie
- Coyote de l'Est
- Lièvre d'Amérique
- Orignal
- Ours noir
- Renard roux

## Histoire
La réserve faunique est créée par le gouvernement du Québec le 23 octobre 1968. Avant sa création, son territoire était partagée entre 22 clubs privés de chasse et de pêche. La démarche de déclubage a nécessité quatre ans de travaux. Un arrêté ministériel statue les règlements de la réserve le 28 mai 1969. Son nom fait référence au comté de Portneuf dans lequel il se trouve. La Société des établissements de plein air du Québec gère la réserve depuis 1995.

## Activités
Le camping Bellevue[pertinence contestée] et ses deux sentiers de marche se situent dans la Réserve. 
Outre la pêche et la chasse, les activités offertes incluent le ski de fond, la raquette, la glissade sur chambre à air, le patinage, la randonnées pédestre, le vélo, et les activités nautiques.